# De facto
Cet article concerne le terme latin. Pour le groupe de dub américain, voir De Facto (groupe de musique). Pour l'établissement de gestion de La Défense, voir Defacto.
De facto (prononcer « dé facto ») est une locution latine signifiant « par les faits », « dans les faits » ou encore « dans la pratique ». Elle s'oppose couramment à la locution « de jure » (signifiant « par la loi » ou « en droit »).

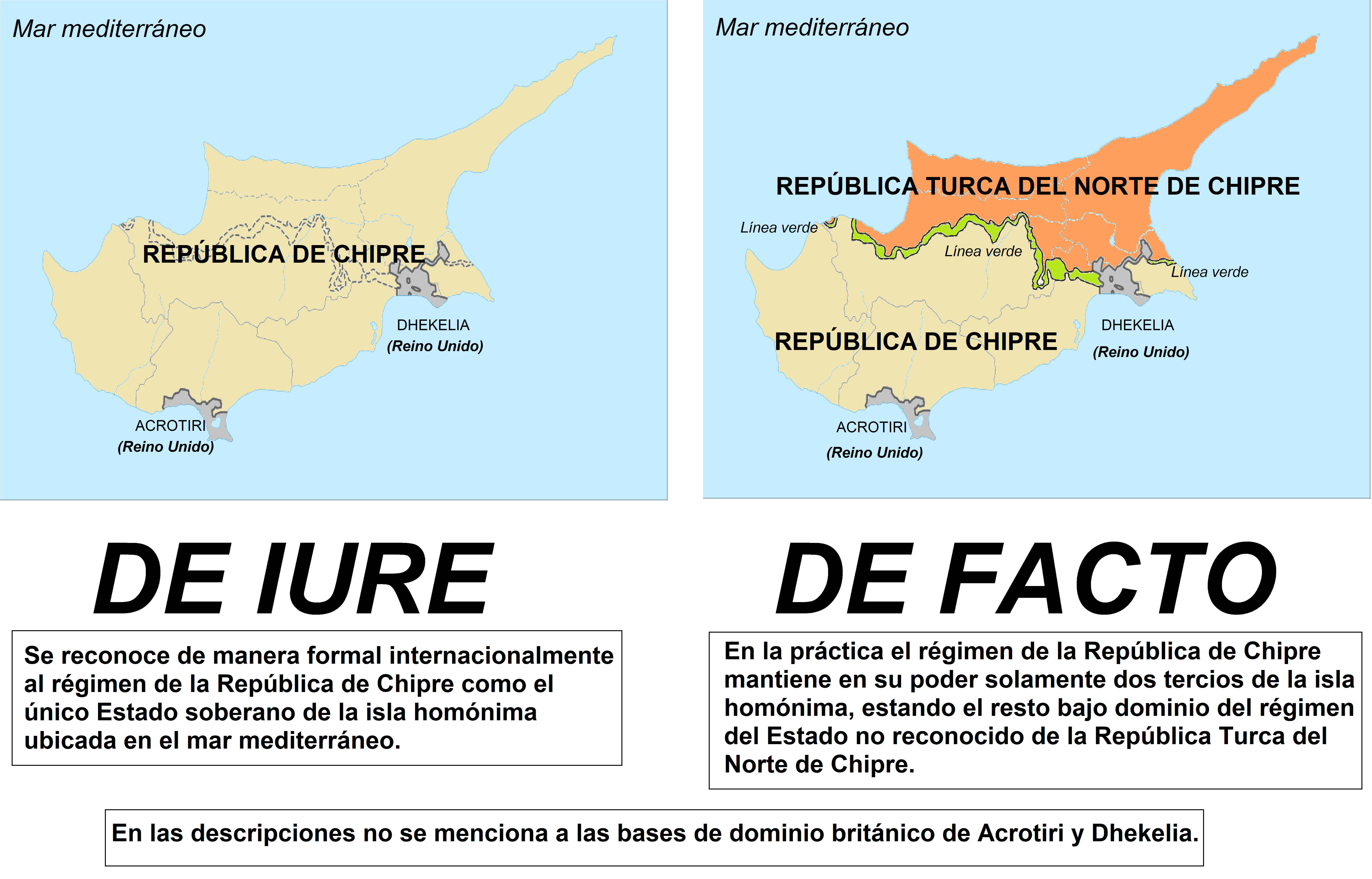
Exemple d'utilisation de la locution « de facto » :
De jure, la république de Chypre est souveraine sur l'ensemble de l'île (image de gauche) mais de facto, elle n'exerce sa souveraineté que sur la partie sud de l'île (image de droite).

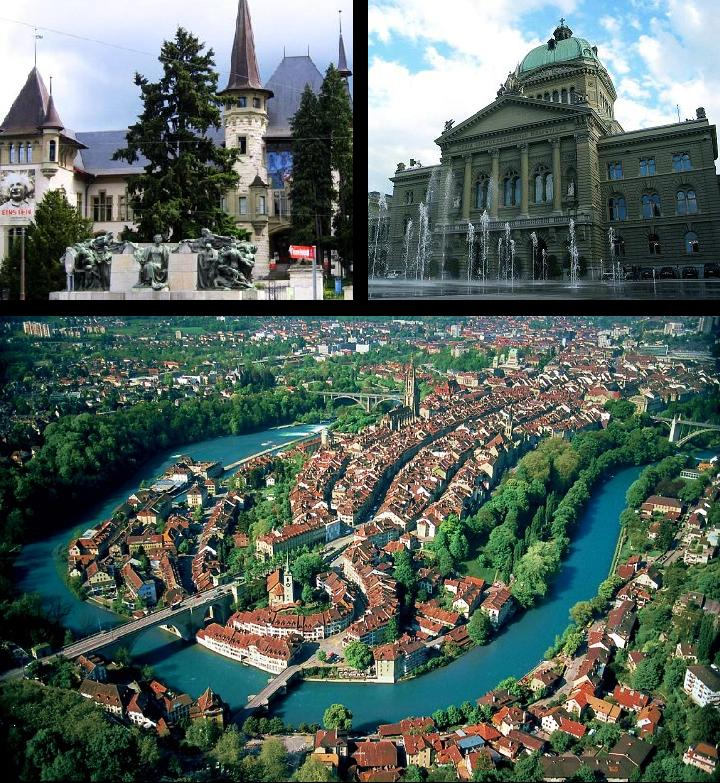
Berne : capitale de la Suisse de facto

Elle est utilisée pour désigner ce qui relève des faits, en opposition à ce qui est avancé par un groupe comme étant officiel (et conséquemment pas nécessairement vrai ou appliqué dans la réalité). De facto peut également désigner ce qui est officieux sans forcément être officiel.

## Origine et utilisations
La locution est d'origine romaine, par exemple Cicéron l'emploie dans son plaidoyer Pro Milone :
« et Pompeius de jure non de facto quaestionem tulit »
« et Pompée a voulu qu'on examinât le droit, et non le fait »

### Gouvernementde facto
Il est nommé de facto un gouvernement qui exerce, dans la pratique, la direction et le pouvoir au sein d'un État, sans pourtant bénéficier d'une reconnaissance populaire ou juridique quelconque. Un gouvernement qui agit de manière autoritaire, qui dériverait de façon manifeste du mandat qui lui a été accordé par la population, qui émerge à la suite d'un coup d'État pourrait être qualifié de « gouvernement de facto ». Il en sera de même du chef d'État exerçant de manière autoritaire ou dictatoriale. 
À titre d'exemple, lorsque des forces armées réussissent à s'emparer du palais présidentiel et procèdent au renversement du dirigeant et de son personnel, ils peuvent dès lors s'emparer du pouvoir exécutif de l'État et ainsi diriger le pays, et ce, sans que la population ou la constitution ne leur ait permis cette prise du pouvoir. Les actions que mène alors un gouvernement de ce type manquent de légalité et de légitimité, puisque leur entrée au pouvoir est illégitime,. 

### Frontièrede facto
L'expression de facto peut également être utilisée pour faire état d'une frontière internationale ou d'une limite administrative dont l'existence ou la légalité n'est pas reconnue. Néanmoins, la frontière de facto constituera dans la pratique une séparation pour une population ou une administration municipale, gouvernementale ou étatique.

### Étatde facto
S'il jouit notamment d'un gouvernement qui lui est propre, de frontières et d'une souveraineté relativement établies, il peut être possible également de faire part d'un État de facto, soit un État non nécessairement reconnu par les autres États ni par l'État reconnu internationalement dans lequel il est situé. L'existence de fonctions régaliennes, une prestation de services de nature gouvernementale ainsi qu'un soutien populaire permettent également de mieux cerner si une administration constitue un État de facto. Le Somaliland est parfois cité en tant qu'exemple d'État de facto, bien qu'il s'agisse plus précisément d'un État fédéré en sécession de son gouvernement fédéral à proprement parler.